# Bilmanka, Kuibîșeve
Bilmanka (în ucraineană Більманка) este localitatea de reședință a comunei Bilmanka din raionul Kuibîșeve, regiunea Zaporijjea, Ucraina.

## Demografie
Componența lingvistică a localității Bilmanka
     Ucraineană (96,92%)
     Rusă (3,08%)
Conform recensământului din 2001, majoritatea populației localității Bilmanka era vorbitoare de ucraineană (96,92%), existând în minoritate și vorbitori de rusă (3,08%).